# Ханума
«Ханума́» (груз. ხანუმა) — пьеса Авксентия Цагарели, написанная в 1882 году.

## Сюжет
Действие происходит в Тифлисе, в армянском квартале Авлабаре конца XIX века. Разорившийся грузинский 
князь Пантиашвили планирует удачно жениться, для чего нанимает известную сваху Хануму, которая нашла для него невесту по имени Гулико. Другая сваха — Кабато, соперница Ханумы, — хочет женить князя на своей кандидатке Соне, дочери богатого авлабарского купца Микича Котрянца. Микич также заинтересован в этом браке, поскольку мечтает о княжеском титуле; он скупает долговые векселя князя, чтобы никто не подумал, что князь женится на Соне по расчёту.
Котэ, племянник князя, даёт Соне частные уроки как учитель и поэтому давно взаимно влюблён в неё. Князь своим мотовством не оставил ему ни гроша даже от состояния своего покойного брата, и Котэ приходится работать. Однако он не обращает внимания на невзгоды, гордится своим трудолюбием и не стесняется работать, несмотря на своё происхождение. Ханума, желая помешать своей конкурентке и одновременно помочь молодым влюблённым, решает испортить сватовство князя. Во время смотрин она переодевается в доме Микича и выдаёт себя за Сону. Увидев старую, кривую и хромую невесту, князь отказывается жениться на ней.
Впоследствии, чтобы князь не смел передумать насчёт их изначальной договорённости, Ханума представляет ему Сону как Гулико. Очарованный князь, не подозревая об обмане, решает взять в жёны Гулико, но Микич грозится, что привлечёт его к оплате векселей. Тогда Котэ, зная о плутовстве Ханумы, предлагает князю, чтобы сам Котэ женился на Соне, которая в памяти князя оставила неприятный след. Тем самым он и дядю спасает от долгов, и купцу позволяет поместить на свою карету княжеский герб. Когда возникшая путаница разъясняется, все, тем не менее, остаются довольны по-своему. Князь всё-таки женится на Гулико, Ханума же выходит замуж за приказчика Микича — Акопа и передаёт Кабато своё звание лучшей свахи: как-никак, Кабато саму Хануму смогла сосватать.

## Театральные постановки
- 1972 — Большой драматический театр. Спектакль «Ханума» в постановке Георгия Товстоногова считается одной из лучших работ режиссёра[1]. В 1978 году он был записан для телевидения и в настоящее время издаётся на DVD. Музыку для этой постановки написал Гия Канчели, текст пьесы Цагарели был актуализирован Борисом Рацером и Владимиром Константиновым.
- 2006 — Тульский академический театр драмы. Режиссёр-постановщик Александр Попов. В ролях: Ханума — Наталья Савченко, Кабато — Наталья Дружинина, Микич Котрянц — Борис Заволокин[2].
- 2008 — Саратовский областной театр оперетты. Режиссёр-постановщик Борис Лагода. В ролях: Ханума — Наталья Антонова, Кабато — Лариса Комиссарова, Микич Котрянц — Александр Фатеев[3].
- 2013 — Самарт (Самара). Режиссёр-постановщик Георгий Цхвирава.
- 2016 — Пермский театр «У Моста». Режиссёр-постановщик Сергей Федотов.[4]
- 2018 — Калужский областной драматический театр. Режиссёр-постановщик Алла Решетникова. В ролях: Ханума — Надежда Ефременко, Кабато — Ольга Петрова, Микич Котрянц — Валерий Смородин[5].
- 2022 — Русский театр драмы имени М. Ю. Лермонтова. Режиссёр-постановщик Григорий Лифанов. В ролях: Ханума — Ирина Лебсак, Кабато — Анастасия Тёмкина, Микич Котрянц — Роман Чехонадский[6].

## Экранизации
- «Ханума» — фильм Тбилисской киностудии 1926 года. В заглавной роли — Елизавета Черкезишвили[груз.].
- «Кето и Котэ» — фильм Тбилисской киностудии 1948 года. В роли Ханумы — Тамара Чавчавадзе.
- «Ханума» — телеспектакль БДТ 1978 года. В заглавной роли — Людмила Макарова.